# ادا اردم دوندار
ادا اردم دوندار (ترکی استانبولی: Eda Erdem Dündar؛ زادهٔ ۲۲ ژوئن ۱۹۸۷) بازیکن والیبال اهل ترکیه است. او همچنین کاپیتان تیم ملی والیبال زنان ترکیه است.
از باشگاه‌هایی که در آن بازی کرده‌است می‌توان به باشگاه والیبال زنان فنرباغچه و باشگاه بشیکتاش اشاره کرد.